# Досије икс (7. сезона)
Седма сезона серије Досије икс је емитована од 7. новембра 1999. до 21. маја 2000. године и броји 22 епизоде.
Након уништења организације Синдикат, сезона је обухватила расплет и приче о отмици Молдерове сестре Саманте.
Сезона се завршава са Молдеровом отмицом од стране ванземаљаца и Скалиним открићем да је остала трудна.
Прије почетка емитовања сезоне, Духовни је тужио студио Фокс због мање зараде коју су му исплаћивали али су му на крају исплатили суму коју је тражио. На крају сезоне Духовни је напустио серију и као главни лик није наступао до обновљене 10 сезоне иако се враћао као повремени главни лик у 8 и у последњој епизоди 9 сезоне.
Премијерна епизода 7 сезоне Шесто изумирање имала је рејтинг 10,6 или 17,82 милиона гледалаца и имала је благи пад у односу на гледаност 6 сезоне. Ипак, ова сезона је побрала позитивне критике уз оцену да је било квалитетних епизода у овој сезони.

## Улоге

### Главне
- Дејвид Дуковни као Фокс Молдер
- Џилијан Андерсон као Дејна Скали

### Епизодне
- Мич Пилеџи као Волтер Скинер (Епизоде 1–2, 4, 10–11, 15, 18–19, 21)

## Епизоде
| Бр. у серији | Бр. у сезони | Назив                                      | Редитељ          | Сценариста                              | Пpемијерно емитовање |
| --- | ------------ | ------------------------------------------ | ---------------- | --------------------------------------- | -------------------- |
| 140 | 1            | Шесто изумирање (2. део)                   | Ким Менерс       | Крис Картер                             | 7. новембар 1999.    |
| Волтер Скинер и Мајкл Кричгау раде очајнички да открију шта није у реду са Фоксом Молдером, кога је заробила споствена мождана активност, али не знају за двојницу агенткиње Фоли. У међувремену, Дејна Скали тражи редак предмет у Африци. |              |                                            |                  |                                         |                      |
| 141 | 2            | Шесто изумирање II: Љубав судбине (3. део) | Мајкл Воткинс    | Дејвид Дуковни и Крис Картер            | 14. новембар 1999.   |
| По повратку у Вашингтон и након открића да је Молдер нестао, Скали се придржујуе Кричгауу и Скинеру - кога је натерао на издају Алекс Крајчек, у проналаску њеног партнера. Ипак, Пушач је одвео Молдера на место где су сви његови проблеми нестали и где је Фолијева присиљена да направи избор о својој оданости.                                       |              |                                            |                  |                                         |                      |
| 142 | 3            | Глад                                       | Ким Менерс       | Винс Гилиган                            | 21. новембар 1999.   |
| Из епизода приповедане из тачке гледишта "чудовишта", радника брзе хране са необичном жељом да постане предмет истраге ФБИ-ја, жртве се појављују без мозга и са рупом на глави. |              |                                            |                  |                                         |                      |
| 143 | 4            | Миленијум                                  | Томас Џ. Рајт    | Винс Гилиган и Френк Спотниц            | 28. новембар 1999.   |
| Сарадник скупа "Миленијум", који верује да ће бити смак света на Нову годину 2000. године, васкрсне мртве због апокалипсе, Молдер и Скали морају да траже помоћ профајлера Френка Блека, човека који има искуство са мутним скуповима. |              |                                            |                  |                                         |                      |
| 144 | 5            | Навала                                     | Роберт Либерман  | Дејвид Аман                             | 5. децембар 1999.    |
| Када је ђак постао осумњичен за бизарно убиство полицајца, Молдер и Скали су послати да истраже. Откривају да су се дечак и неколико његових другара играли могућношћу да убрзају своја кретања на учестаност коју људско око не може да региструје. |              |                                            |                  |                                         |                      |
| 145 | 6            | Голдбергова варијација                     | Томас Џ. Рајт    | Џефри Бел                               | 12. децембар 1999.   |
| Након што је гурнут са зграде и преживео, Хенри Вимс, који је изгледа најсрећнији човек на планети привлачи пажњу Молдера и Скали. Али ако је толико срећан, зашто бежи од мафије и што су сви око њега толико несрећни? |              |                                            |                  |                                         |                      |
| 146 | 7            | Орисон                                     | Роб Боумен       | Чип Џоханесен                           | 9. јануар 2000.      |
| Велечасни Орисон пушта Донија Фастера, Скалиног бившег отмичара из затвора у нади да је невино оптужен. Оно што открива уместо тога је да је ослободио чисто зло које је кренуло на Скали. |              |                                            |                  |                                         |                      |
| 147 | 8            | Невероватни Малини                         | Томас Џ. Рајт    | Винс Гилиган, Џон Шибан и Френк Спотниц | 16. јануар 2000.     |
| Невероватни Малени, краткотрајни мађионичар, изводи невероватан трик да задиви публику - окрене главу за 360 степени. А када је касније пронађен уопште без главе, Молдер и Скали долазе на случај и откривају да бесни бивши робијаш, незадивљени противник и Маленијев брат близанац имају нешто са планом да се опљачка велика банка.                   |              |                                            |                  |                                         |                      |
| 148 | 9            | Знакови и чуда                             | Ким Менерс       | Џефри Бел                               | 23. јануар 2000.     |
| Када је црква у малом граду постала место ритуалних убистава, прсти су уперени у Божју цркву са знакова и чуда, цркву где се Библија схвата буквално и где се казна обавља вешто. АЛи ускоро агенти схватају да је разлика између мирних верника и фанатика није много велика.                                                                             |              |                                            |                  |                                         |                      |
| 149 | 10           | Време је (1. део)                          | Мајкл Воткинс    | Крис Картер и Френк Спотниц             | 6. фебруар 2000.     |
| Док је истраживао бизаран нестанак девојчице из њеног дома, Молдер постаје запоседнут бројем деце која су нестала на сличан начин. Скалини страхови да се он емоционално везао за сестрин нестанак од пре 27 година се повећава ка је Молдерова мајка умрла, а наводно се убивла.                                                                          |              |                                            |                  |                                         |                      |
| 150 | 11           | Окончање (2. део)                          | Ким Менерс       | Крис Картер и Френк Спотниц             | 13. фебруар 2000.    |
| Док је Молдер присиљен да прихвати да му се мајка убила, човек коме је син нестао пре неколико година га води до друге истине - да му је сестра међу душама које су отели "они што су дошли", спашавајући душе деце која су проклета да живе несрећним животом. Заједно, они крећу на путовање које ће открити Молдеру истину о сестрином нестанку.        |              |                                            |                  |                                         |                      |
| 151 | 12           | Тајна полиција                             | Мајкл Воткинс    | Винс Гилиган                            | 20. фебруар 2000.    |
| Снимање епизоде серије "Полицајци" се испречава на путу сарадње између ФБИ-ја и тамошње полицијске станице. Молдер касније открива да се чудовиште храни страхом. Док Молдер пригрљава публицитет, Скали и није толико сигурна у то. |              |                                            |                  |                                         |                      |
| 152 | 13           | Прва особа стрелац                         | Крис Картер      | Вилијам гибсон и Том Медокс             | 27. фебруар 2000.    |
| Усамљени револвераш води Молдера и Скали до штаба за прављење игрице када је једну нову видео игрицу, на чијем прављењу је Револвераш помагао, преузео бизарни женски рачунарски лик чије су моћи много више од виртуалних. |              |                                            |                  |                                         |                      |
| 153 | 14           | Лопов                                      | Ким Менерс       | Винс Гилиган, Џон Шибан и Френк Спотниц | 12. март 2000.       |
| Након што је угледни лекар открио свог таста мртвог и реч "Лопов" написану на зиду крвљу, Молдер сумња да је врачање можда извор претње лекаревој породици. |              |                                            |                  |                                         |                      |
| 154 | 15           | Пријатељ                                   | Роб Боумен       | Вилијам Б. Дејвис                       | 19. март 2000.       |
| Након што се дечак који има рак, чији родитељи не верују у здравствено лечење јер је то против божје воље, опоравио тајанствено, Скали је заинтригирана. Оно што је ускоро открила је да његов лек није чудотворан, него научни. Жељна, али и опрезна, да сазна истину иза те тајне, Скали се слаже да путује са Пушачем да би открила лек за све болести. |              |                                            |                  |                                         |                      |
| 155 | 16           | Химера                                     | Клиф Бол         | Дејвид Аман                             | 2. април 2000.       |
| Молдер истражује оно што игледа као случај нестале жене у малом граду, али се ускоро открива да је то убиство које је починио дух из подземља. Скали, у међувремену, мора да иде у непријатну присмотру. |              |                                            |                  |                                         |                      |
| 156 | 17           | Све у свему                                | Џилијан Андерсон | Џилијан Андерсон                        | 9. април 2000.       |
| Док је Молдер у Енглеској, Скали воде случајност, прилика, судбина и могућност и највероватније виша сила до ожењеног човека са којим је била у вези док је била на медицинском гакултету и до погледа на живот који није хтела, трајући је да направи избор у вези будућности.                                                                            |              |                                            |                  |                                         |                      |
| 157 | 18           | Ознака Х                                   | Ким Менерс       | Стивен Мида и Грег Вокер                | 16. април 2000.      |
| Док је штитио човека који је требало да сведочи против индустрије дувана "Морли", СКинер је ужаснут када је сведок умро тајанствено. Оно што агенти отикривају је да нова марка цигарета има опасну тајну. |              |                                            |                  |                                         |                      |
| 158 | 19           | Холивуд А.Д.                               | Дејвид Дуковни   | Дејвид Дуковни                          | 30. април 2000.      |
| Вејн Федерман, предузетни Холивудски продуцент и Скинеров друг са факултета, добија замисао за филм о Досијеу Икс, али агенти мисле да је ниво стварности у тумачењу њих доведен у питање. |              |                                            |                  |                                         |                      |
| 159 | 20           | Боксерско удружење                         | Пол Шапиро       | Крис Картер                             | 7. мај 2000.         |
| Молдер и Скали укрштају пут са двоје близанаца чија их близина доводи у крајњу опасност. Поделећи се у двоје, агенти покушавају да открију "што" и "шта" то раде. |              |                                            |                  |                                         |                      |
| 160 | 21           | Хоћу                                       | Винс Гилиган     | Винс Гилиган                            | 14. мај 2000.        |
| Молдеров и Скалин сусрет са човеком и његовим непокретним бартом што их доводи до генија који је спреман да верује у дубоке мотиве. |              |                                            |                  |                                         |                      |
| 161 | 22           | Реквијем (1. део)                          | Ким Менерс       | Крис Картер                             | 21. мај 2000.        |
| Молдер и Скали се враћају на место своје прве зајденичке истраге када се низ отмица десио. Ипак, Скалино лоше здравље и Молдерова забринутост де је она у опоасности га терају да је скине са случаја. У међувремену, Пушач - на самртној постељи - се састаје са Маритом Коварубијас и Крајчеком у покушају да поново оживи пројекат.                     |              |                                            |                  |                                         |                      |